# Giślinek
Giślinek (niem. Charlottenhof) - mała osada w Polsce położona w województwie pomorskim, w powiecie sztumskim, w gminie Stary Dzierzgoń. Osada wchodzi w skład sołectwa Myślice.
W latach 1975–1998 miejscowość administracyjnie należała do województwa elbląskiego.
Miejscowość wzmiankowana w dokumentach z XVIII w., jako folwark szlachecki na 6 włókach. Pierwotna nazwa Charlottenthal. W roku 1782 we wsi odnotowano jeden dom, natomiast w 1858 w dwóch gospodarstwach domowych było 30 mieszkańców. W latach 1937–39 było 58 mieszkańców. W roku 1973 jako majątek Gislinek należał do powiatu morąskiego, gmina Stary Dzierzgoń, poczta Myślice.